# Budynek przy ul. Dąbrowskiego 4 w Toruniu
Budynek przy ul. Dąbrowskiego 4 w Toruniu – zabytkowy dawny szpital wojskowy, od 2002 siedziba Biblioteki Pedagogicznej im. gen. bryg. prof. E. Zawackiej oraz Agencji Restrukturyzacji i Modernizacji Rolnictwa w Toruniu.
Budynek został zbudowany prawdopodobnie po 1890 roku. Do 1994 roku mieścił się w nim szpital wojskowy. W 1995 roku ulokowano w nim szpital rodzinny. Mieściła się w nim pierwsza w Toruniu niepubliczna porodówka. Na przełomie XX i XX wieku budynek był pozbawiony właściciela. W wyniku braku opieki niszczał. Na początku lipca 2002 roku budynek przeszedł na własność Biblioteki Pedagogicznej. Zgodnie z decyzją Zarządu Województwa Biblioteka otrzymała środki finansowe na remont budynku. Prace remontowo-budowlane przeprowadzono w latach 2003–2005.